# Guerra de Independencia de Brasil
La guerra de independencia de Brasil de 1822-1824, fue librada entre el autoproclamado Imperio del Brasil y el Reino Unido de Portugal, Brasil y Algarbes. Aunque el conflicto no fue completamente pacífico, fue una guerra mucho menos cruenta en comparación con las guerras de independencia hispanoamericanas.

## Inicio del movimiento independentista
El Reino de Brasil era la sede de la corte de Juan VI de Portugal y su gobierno, tras huir del ejército de Napoleón I durante las guerras napoleónicas en 1808. Después que la familia real, tras la Revolucion liberal de Oporto de 1820, volvió a Portugal a inicios de 1821, el gobierno metropolitano, con sólo una porción de los delegados brasileños presentes, votaron por abolir el Reino de Brasil y las agencias reales en Río de Janeiro y a hacer que todas las colonias se subordinen directamente a Lisboa, tal como estaban antes de 1815. (ver Reino Unido de Portugal, Brasil y Algarbes) Portugal envió tropas a Brasil y puso a todas las unidades brasileñas bajo el mando de oficiales portugueses.
Mientras tanto el 29 de septiembre de 1821 se emitieron en Lisboa las nuevas leyes adoptadas por las Cortes del Reino de Portugal, aboliendo los tribunales de justicia creados durante la permanencia del rey Juan VI en Río de Janeiro, restablecían el monopolio comercial portugués sobre los productos comprados o vendidos por brasileños, y dividían el Reino de Brasil en provincias autónomas que serían regidas, por separado, desde Lisboa. Una decisión final exigía que el príncipe Pedro de Braganza abandonase inmediatamente la regencia de Brasil y se embarcase lo antes posible a Portugal. Por causa de la lentitud de las comunicaciones, sólo el 9 de diciembre de 1821 estas disposiciones fueron conocidas en Río de Janeiro, causando un fuerte descontento popular en la ciudad.
En enero de 1822, la tensión entre las tropas portuguesas y los brasileños se tornó violenta cuando el príncipe regente brasileño don Pedro (hijo de Juan VI) aceptó las peticiones del pueblo brasileño rogándole rehusar la orden portuguesa de regresar a Lisboa. Respondiendo a su presión y al argumento de que su partida definitiva a Portugal y el desmantelamiento del gobierno central gatillaría movimientos separatistas entre las provincias de Brasil, el príncipe Pedro votó por quedarse mediante un mensaje hecho público el 9 de enero de 1822 que decía: "Se é para o bem de todos e felicidade geral da Nação, estou pronto! Digam ao povo que fico" (en castellano: "Si es para bien de todos y felicidad general de la Nación, ¡estoy listo! Digan al pueblo que me quedo".
Unos 2.000 "pé de chumbo" o "pies de plomo" portugueses (como llamaban los brasileños a las tropas de la metrópoli), se amotinaron contra el príncipe Pedro antes de concentrar sus fuerzas en las casamatas de Cerro Castelho, el cual estuvo rodeado por cerca de 10.000 brasileños armados, existiendo riesgo que empezara un combate entre ambas masas dentro de la ciudad de Río de Janeiro.

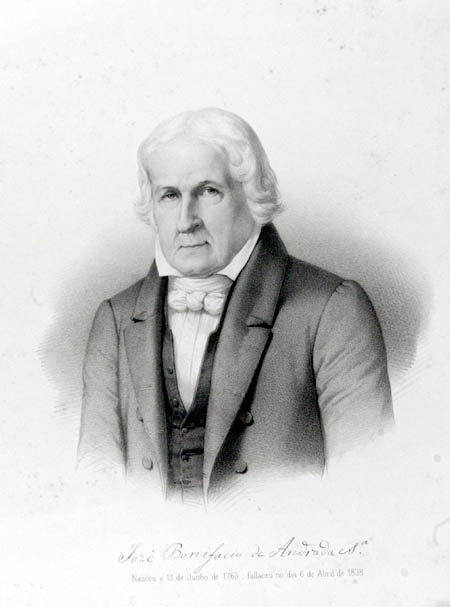
José Bonifácio de Andrada e Silva, el "patriarca de la independencia" en Brasil.

Don Pedro "retiró" al comandante general portugués y le ordenó remover a sus soldados de Río de Janeiro cruzando la bahía hacia Niterói, donde esperaban transporte hacia Portugal, a fin de evitar una lucha de resultado incierto. Don Pedro formó un nuevo gobierno encabezado por José Bonifácio de Andrada e Silva de São Paulo. Este exfuncionario real y profesor de ciencias en la Universidad de Coímbra fue crucial para la dirección subsecuente de los acontecimientos y es considerado como una de las figuras formativas del nacionalismo brasileño, sin duda, como el Patriarca de la Independencia.
La atmósfera estaba tan cargada de tensiones entre brasileños y portugueses en Río de Janeiro que Don Pedro buscó seguros de asilo en un barco británico en caso de perder la confrontación de gran importancia; también envió a su familia a un lugar seguro fuera de la ciudad. En los días siguientes, el jefe portugués, general Jorge de Avilez Souza Tavares, retrasó la embarcación esperando que llegasen los refuerzos esperados desde la metrópoli. Sin embargo, a los 1.200 hombres de refuerzo que llegaron desde Portugal a Río de Janeiro el 5 de marzo de 1822 no se les permitió desembarcar, y se les mantuvo bajo la puntería de las fortificaciones leales a Don Pedro. En cambio, se les dieron suministros para el viaje de vuelta a Portugal, adonde se dirigieron las tropas sin resistencia. Este primer enfrentamiento había sido ganado por los brasileños sin derramamiento de sangre.

## Inicio de la insurgencia violenta

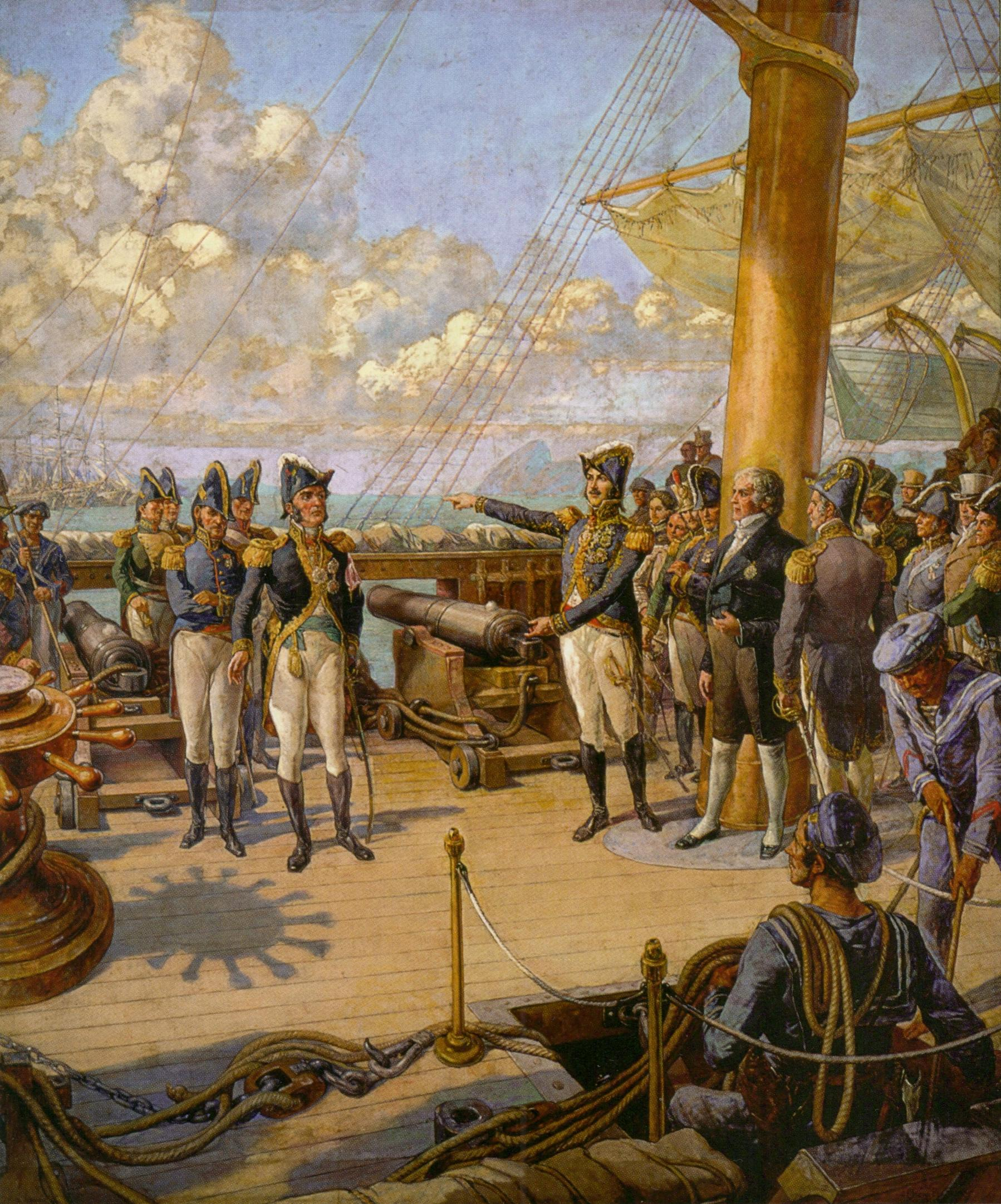
Pedro I (a la derecha) ordenando al jefe portugués Jorge Avilez retirarse de Río de Janeiro hacia Portugal, al fracasar el intento de las tropas portuguesas para controlar la ciudad.

Se había derramado sangre en Recife, en la provincia de Pernambuco, cuando la guarnición portuguesa había sido violentamente forzada a partir en noviembre de 1821. Pero la mayor explosión de violencia ocurrió en Bahía cuando, el 19 de febrero de 1822, los bahianos se levantaron contra las fuerzas portuguesas guarnecidas en San Salvador de Bahía cuando intentaron instalar como gobernador al general Ignácio Luís Madeira de Melo, designado directamente por las Cortes de Portugal desde Lisboa en contra de la voluntad del príncipe Pedro. No obstante, al día siguiente los brasileños sublevados no pudieron adueñarse de la ciudad ante la mayor potencia de fuego de los portugueses y tras tres días de combates callejeros debieron retirarse hasta el campo, donde comenzaron las operaciones guerrilleras, señalando que la lucha en el norte no sería sin pérdida de vidas y propiedades. Salvador de Bahía quedaría bajo gobierno militar portugués y rechazaría toda obediencia a Río de Janeiro.
Para asegurar Minas Gerais y São Paulo, donde no había tropas portuguesas pero había dudas sobre la independencia, Don Pedro se comprometió con algunas concesiones, ofreciendo autonomía a dichas regiones. Las tropas allí estacionadas estaban formadas casi únicamente por brasileños, lo cual facilitó que ambas provincias reconocieran la autoridad del príncipe Pedro de Braganza y le proporcionaran soldados y recursos para la ya inevitable guerra contra Portugal.
Los pueblos en Minas Gerais habían expresado su lealtad al tiempo del voto de Pedro por permanecer en Brasil, salvo por la junta en Ouro Preto, la capital provincial. Don Pedro se dio cuenta de que, a menos que Minas Gerais estuviera sólida con él, sería incapaz de ampliar su autoridad a otras provincias. Con sólo unas pocas compañías y sin ceremonia o pompa, Pedro corcoveó en Minas Gerais a caballo en marzo de 1822, recibiendo entusiastas bienvenidas y lealtades en todos lados, ganando la adhesión inclusive de Ouro Preto. De vuelta en Río de Janeiro el 13 de mayo, se proclamó a sí mismo el "defensor perpetuo de Brasil" y después de eso llamó a una Asamblea Constituyente (Assembléia Constituinte) para el año siguiente. Para profundizar su base del apoyo, se unió a los francmasones, que, liderados por José Bonifácio de Andrada e Silva, estaban presionando por un gobierno parlamentario y la 
independencia. Más confiado, a principios de agosto, Don Pedro exhortó a los diputados brasileños ante las Cortes en Lisboa para que volvieran, decretó que las fuerzas portuguesas en Brasil debían ser tratadas como enemigas, y emitió un manifiesto a las "naciones amigas".
Mientras tanto las tropas portuguesas de Bahia, dirigidas por el gobernador Madeira de Melo, seguían su lucha contra las guerrillas brasileñas sin poder asegurar su dominio sobre toda la provincia. Las provincias de Piauí y Maranhao, mientras tanto, seguían fieles al gobierno de Portugal, hasta que la propaganda independentista se abrió paso en Piauí y forzó una nueva lucha cuando el 19 de octubre de 1822 la ciudad de Parnaíba juró lealtad a Pedro I de Brasil. La guarnición portuguesa, mal dirigida por el general Joao José da Cunha Fidié, se lanzó sobre Parnaíba pero los independentistas lograron evacuar la ciudad a la que los portugueses tomaron el 18 de diciembre.
Una vez allí, el mando portugués sufrió la noticia que Oeiras, la capital de Piauí, era tomada por tropas brasileñas en nombre del príncipe Pedro. El general Fidié lanzó de nuevo sus tropas hacia Oeiras a fines de febrero de 1822, para recuperar la capital de la provincia pero fue detenido a orillas del río Jenipapo por voluntarios brasileños (campesinos y vaqueros del sertao, rudimentariamente armados) en la batalla de Jenipapo el 13 de marzo de 1823. Pese a que el combate acabó con la muerte de 400 brasileños ante apenas 16 bajas portuguesas, las tropas de la metrópoli habían perdido sus armas y municiones, por lo cual se retiraron a Caxias y resistieron allí sólo hasta fines de julio de 1823, cuando capitularon tras llegar la noticia que se habían disuelto las Cortes Portuguesas.

## Proclamación de la Independencia

Cuadro Independência ou Morte que muestra a Don Pedro proclamando la independencia de Brasil en las márgenes del Ipiranga, por Pedro Américo.

Buscando duplicar su triunfo en Minas Gerais, Pedro cabalgó hasta São Paulo en agosto para asegurarse el apoyo y comenzó una desastrosa aventura con doña Domitila de Castro, su futura , que años más tarde debilitaría a su gobierno. Regresando de una excursión a Santos, Pedro recibió mensajes de su esposa, la archiduquesa María Leopoldina de Austria, y de Andrada e Silva que las Côrtes Portuguesas consideraban su gobierno como "traicionero" y que la corte de Lisboa estaba despachando más tropas hacia Brasil para asegurar por la fuerza la obediencia de los brasileños al rey Juan VI.
En esos momentos, el 6 de septiembre de 1822, Pedro se hallaba con su escolta de honor en las cercanías del pequeño río Ipiranga, donde recibió las cartas de Andrada y de Leopoldina. Al día siguiente, en ese mismo lugar, ocurrió una famosa escena en la ribera del Ipiranga el 7 de septiembre de 1822, a las afueras de Río de Janeiro, Pedro de Braganza pasó revista a sus tropas tras meditar su opción entre regresar a Portugal como príncipe en desgracia o la independencia de Brasil. Ante las tropas ahí reunidas Don Pedro arrancó la insignia azul y blanca portuguesa de su uniforme, desenfundó su espada, y juró: "Por mi sangre, por mi honor, y por Dios: haré a Brasil libre." Su lema, dijo, sería "Independência ou Morte!", siendo que esa fecha se conmemora como día de la independencia brasileña dando a la proclamación el nombre de Grito de Ipiranga.
El gobierno de Pedro I contrató al almirante escocés Thomas Alexander Cochrane, un comandante naval británico veterano en las guerras napoleónicas y recientemente comandante de las jóvenes fuerzas navales chilenas en su combate contra España. El gobierno de Pedro I también contrató a un número de oficiales británicos para servir bajo el mando de Cochrane, también se contrató al general francés Pierre Labatut, quien había luchado en Colombia en apoyo de las tropas independentistas contra las fuerzas leales a España. Estos hombres liderarían la lucha por expulsar a los portugueses de Bahía, Maranhão, y Pará, y forzar estas zonas a reemplazar el gobierno de Lisboa por el de Río de Janeiro.
El dinero de la aduana del activo puerto de Río de Janeiro y donaciones locales financiaron al flamante ejército brasileño y a su flota de nueve barcos. El uso de mercenarios extranjeros -sobre todo franceses y británicos- contratados por Brasil trajo al novel ejército imperial habilidades militares. En la práctica, la restaurada monarquía francesa no puso mayores trabas para que cientos de jóvenes veteranos de las Guerras napoleónicas, sospechosos de deslealtad a los Borbones, migraran como mercenarios al extranjero, trayendo consigo una valiosa experiencia en estrategia y combate que faltaba en los aún inexpertos soldados brasileños. El muy temido Cochrane aseguró Maranhão para Pedro I con un solo barco de guerra mandado por una oficialidad británica, a pesar del intento del ejército portugués de trastornar a la economía y sociedad del noreste de Brasil con una campaña de tierra quemada y con promesas de libertad para los esclavos que se unieran a las tropas portuguesas.
Para la mitad de 1823, las fuerzas terrestres oscilaban entre 10.000 y 20.000 portugueses, algunos de los cuales eran veteranos de las guerras napoleónicas, contra de 12.000 a 14.000 brasileños, en su mayoría unidades de milicia del Noreste, aunque también con contingentes armados de Río Grande do Sul, Minas Gerais y São Paulo, lugares con muy poca presencia de tropas portuguesas.

## Batallas en el norte de Brasil

Bandera del Imperio de Brasil al proclamarse la independencia.

La resistencia de las tropas portuguesas se concentró en las regiones de Bahía, Pará y Maranhão, dejando Sao Paulo y Minas Gerais bajo la autoridad del príncipe Pedro, y tratando que al menos esas regiones se mantuvieran obedientes al régimen de Lisboa, esperando así al menos fragmentar Brasil e impedir la pérdida de toda la colonia sudamericana, o en el mejor de los casos aferrarse a controlar Bahía y desde ahí intentar la reconquista del resto de los territorios brasileños.
Al empezar la lucha tras el Grito de Ipiranga, la situación bélica de Pedro I era muy débil debido a la ausencia de tropas y oficiales calificados, en tanto la mayoría de los jefes militares estacionados en Brasil eran portugueses llegados con la corte de Juan VI en 1808, mientras los jefes y oficiales brasileños eran una minoría, lo cual obligaba a los jefes brasileños a reclutar mercenarios extranjeros desempleados tras las Guerras Napoleónicas, siendo Francia un importante fuente de mercenarios que llegaban bajo el disfraz de "campesinos migrantes". No obstante, hubo casos donde verdaderos campesinos sin experiencia bélica eran llevados por agentes brasileños a servir en las tropas del naciente Imperio, causando motines y mal desempeño en acción. La carencia de tropas se resolvió mediante levas de campesinos brasileños, a quienes también debió de otorgarse entrenamiento; si bien brasileños terratenientes, capitães do mato que colonizaban las selvas, y bandeirantes tenían conocimientos de manejo de armas, carecían de comando único para enfrentar a tropas profesionales portuguesas.
La situación de la marina de guerra era peor aún para los brasileños. El nuevo gobierno brasileño contaba en septiembre de 1822 con ocho buques de guerra, frente a 14 naves leales a Portugal, si bien los partidarios de la independencia lograron apoderarse de muchos buques mercantes portugueses en Río de Janeiro, carecían de pilotos y oficiales para manejarlos, mientras que las tropas portuguesas controlaban el puerto de Salvador en Bahía, principal base de construcción de navíos. Los casi 8.000 kilómetros de litoral brasileño hacían indispensable para ambos bandos poseer una flota de buques en muy buen estado. De nuevo la situación exigía recurrir a marinos mercenarios, principalmente británicos, entre los cuales destacó el ya mencionado escocés Thomas Cochrane que había servido poco antes con el general argentino José de San Martín en sus campañas de Chile y Perú; Cochrane fue contratado por el gobierno brasileño y llegó a Río de Janeiro en marzo de 1823, mientras llegaban con él gran número de mercenarios británicos y estadounidenses.
Mientras tanto las tropas portuguesas de Bahía, dirigidas por el gobernador Madeira de Melo, seguían su lucha contra las guerrillas brasileñas sin poder asegurar su dominio sobre toda la provincia, trabando la Batalla de Pirajá el 8 de noviembre de 1822, el mayor combate trabado por portugueses y brasileños en toda la guerra, cuando las tropas portuguesas intentaron fallidamente romper el cerco brasileño sobre Salvador de Bahia. Una segunda ocasión en que las tropas portuguesas trataron de quebrar el asedio brasileño ocurrió el 7 de enero de 1823 cuando atacaron la isla de Itaparica en la bahía de Todos os Santos, que dominaba el acceso marítimo a Salvador de Bahía y era punto clave del ataque sostenido por las tropas brasileñas. Tras tres días de combate la escuadra portuguesa, recién llegada desde Lisboa, perdió 500 hombres y no pudo expulsar a los defensores brasileños de la isla, continuando el asedio.
Las provincias de Piauí, Pará, y Maranhao, mientras tanto, seguían fieles al gobierno de Portugal, hasta que la propaganda independentista se abrió paso en Piauí y forzó una nueva lucha cuando el 19 de octubre de 1822 la ciudad de Parnaíba (en el litoral piauense) juró lealtad a Pedro I de Brasil y rechazó la autoridad de la metrópoli. La guarnición portuguesa de Piauí, mal dirigida por el general Joao José da Cunha Fidié, salió de Oeiras, la capital provincial, para atacar Parnaíba pero los independentistas lograron evacuar esta ciudad, que los portugieses tomaron sin lucha el 18 de diciembre de 1822.
Una vez allí, el mando portugués sufrió la noticia que Oeiras, la propia capital de Piauí, era tomada por improvisadas tropas brasileñas en nombre del príncipe Pedro. El general Fidié lanzó de nuevo sus tropas hacia Oeiras a fines de febrero para recuperar la capital de la provincia pero fue detenido por voluntarios brasileños (campesinos y vaqueros del sertao nordestino, muy rudimentariamente armados) en la Batalla del Jenipapo el 13 de marzo de 1823. Pese a que el combate acabó con la muerte de 400 brasileños ante solo 16 bajas portuguesas, las tropas de la metrópoli habían perdido todas sus armas y municiones, por lo cual se retiraron a Caxias y resistieron allí sólo hasta fines de julio de 1823, cuando el general Fidié y sus fuerzas capitularon ante los brasileños tras llegar la noticia que se habían disuelto las Cortes Portuguesas y con ello la situación política de Portugal hacía inútil toda resistencia.

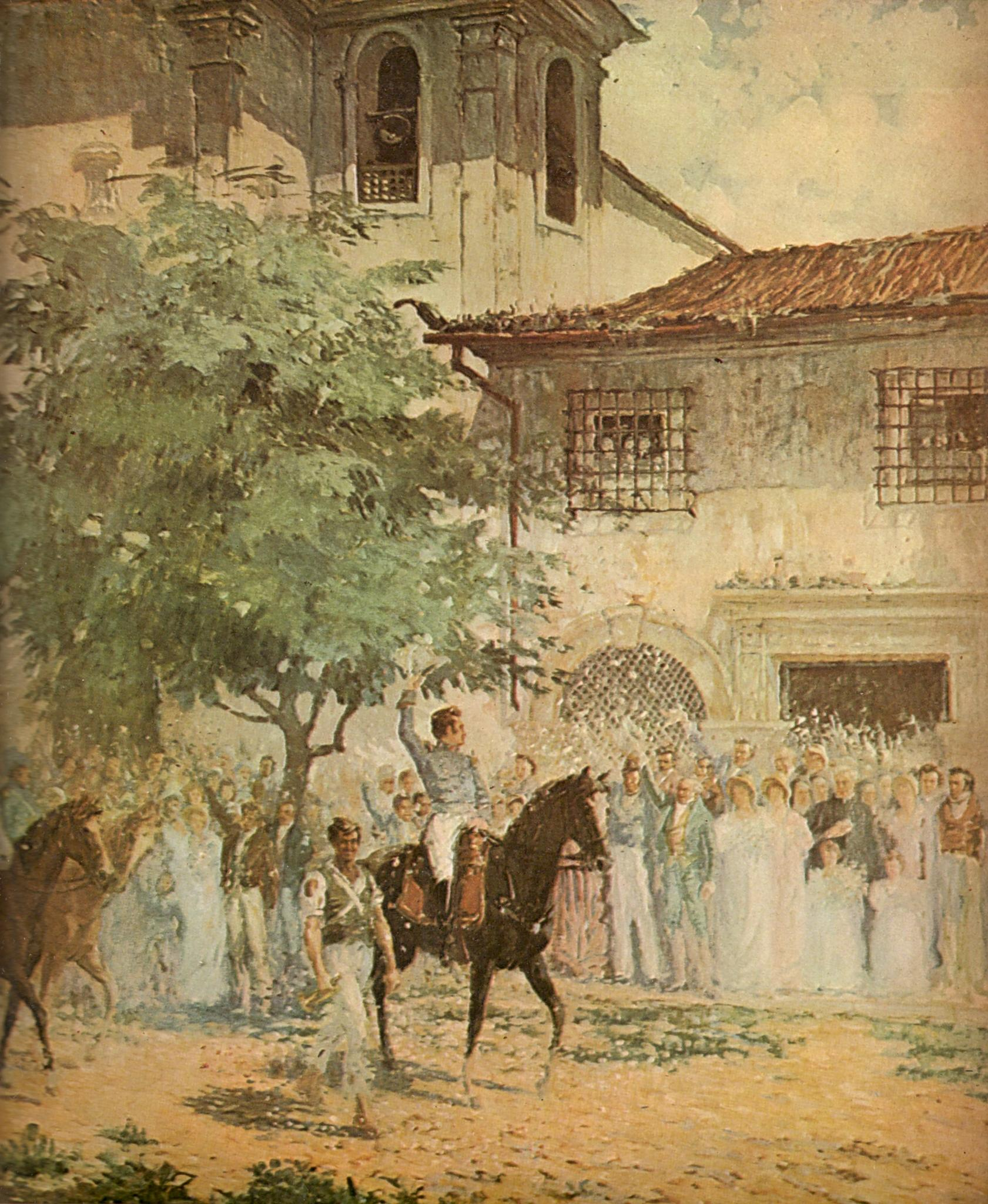
Tropas brasileñas entrando en Salvador tras la retirada portuguesa el 2 de julio de 1823.

En esas épocas la ofensiva brasileña pretendía recapturar la provincia de Bahía, ciudad que había sido convertida en fortín mayor de las tropas portuguesas desde febrero de 1822. Desde julio de 1822 dirigía al novel ejército brasileño el general francés Pierre Labatut, veterano de las Guerras napoleónicas, que se había dirigido por mar primero a Recife (la capital de la provincia de Pernambuco, leal al príncipe Pedro) y de ahí de vuelta a Bahia para asumir el mando de las tropas brasileñas, constituidas por un conglomerado de fuerzas reclutadas a lo largo de la provincia bahiana, que habían ganado adherentes en casi todas las localidades de dicho territorio. Una guerra de guerrillas junto con algunos combates formales entre portugueses y brasileños habían marcado la evolución de la guerra en la provincia de Bahía a inicios de 1823, hasta que en abril del mismo año el territorio bajo control efectivo de Portugal se reducía a la capital, el importante puerto de Salvador de Bahía, y algunas localidades cercanas. La táctica brasileña impedía los grandes enfrentamientos de masas, evitando la lucha con fuerzas mejor armadas, pero se utilizaba profusamente la Guerra de guerrillas para aislar a Salvador y evitar la llegada de alimentos y refuerzos a la capital bahiana.
Bajo el mando de Cochrane la novel escuadra brasileña intentó atacar a la escuadra portuguesa en Salvador en abril de 1823, pero fracasó por la deslealtad de los marinos portugueses bajo su mando (de los que no se podía prescindir) y la mala calidad de los buques imperiales. La escuadra brasileña debió retirarse sin combatir, siendo que Thomas Cochrane y sus mercenarios exigieron y lograron la dotación de nuevas velas y aparejos para los buques, además de reemplazar a toda la tripulación portuguesa por marinos brasileños, ingleses o estadounidenses. Cuando se hizo necesario asestar el golpe final al dominio portugués sobre Bahía, Cochrane rechazó un combate directo con las naves lusitanas y procedió al bloqueo del puerto de Salvador, ya cercado por las tropas brasileñas desde tierra.
Las tropas portuguesas dirigidas por el general Madeira de Melo dependían de la comunicación con Portugal para mantener su resistencia, y sobrevivieron los primeros meses de 1823 gracias a los refuerzos enviados anticipadamente desde el otro lado del Océano Atlántico, a casi 10,000 kilómetros de distancia. No obstante, el bloqueo de Cochrane dificultó muchísimo la resistencia portuguesa en Salvador al impedir la llegada de nuevos suministros, y mostró la fragilidad de dicha posición. En mayo de 1823 el mando de las tropas brasileñas pasó al general José Joaquim de Lima e Silva, destituyéndose a Pierre Labatut; éste había ganado impopularidad entre la población por hablar muy mal la lengua portuguesa y sobre todo por insistir en enrolar esclavos en las tropas imperiales con la oferta de otorgarles libertad tras terminar la campaña, lo cual era del desagrado de los terratenientes bahianos.
Sin opción de recibir refuerzos de la metrópoli debido al firme bloqueo brasileño, la resistencia portuguesa empezó a flaquear, pero el golpe definitivo llegó cuando a fines de julio de 1823 las naves de Cochrane dejaron pasar un solo buque con noticias desde Portugal: las Cortes en Lisboa habían sido destituidas por una revuelta absolutista y el rey Juan VI recuperaba sus poderes omnímodos, lo cual significaba que las tropas portuguesas despachadas a Brasil, partidarias del constitucionalismo, perdieran toda opción de recibir refuerzos de cualquier clase. Esto terminó de desmoralizar a los defensores portugueses que ya sufrían penurias para sostenerse en Salvador. El general Madeira de Melo no capituló pero optó por reunir los restos de la flota y el ejército, unos 12.000 individuos, y ordenó la retirada embarcando a sus fuerzas y cruzando el océano hacia Portugal; este embarque ocurría en la madrugada del 2 de julio de 1823 y tras el amanecer los soldados brasileños entraban en Salvador y tomaran el último enclave de resistencia portuguesa activa.
La guerra terminó en Maranhao cuando a fines de julio de 1823 un buque brasileño enviado por Cochrane izó bandera británica para entrar al puerto. Al ser recibido por una embarcación de funcionarios portugueses, Cochrane apresó a éstos y les intimó la rendición a la ciudad de Sao Luis, que aún se mantenía obediente al Reino de Portugal. Las zonas rurales de Maranhao habían sido ya ganadas por los independentistas brasileños por lo cual la élite local aceptó unirse al Imperio de Brasil para evitar un bloqueo naval que perjudicaba su comercio internacional, rindiéndose el 28 de julio. El 10 de agosto Cochrane envió a su subordinado, el inglés Jonh Grenfell, a Belém do Pará con el fin de exigir la rendición de la ciudad aún leal a la metrópoli; Belém subsistía sin comunicaciones con el exterior ni ayuda portuguesa, pero temiendo que la escuadra brasileña llegase en todo su poderío se adhirió al Imperio el 15 de agosto.

## Reconocimiento internacional
Algunos historiadores han errado al apoyar el contenido del historiador Manuel de Oliveira Lima en que la independencia llegara absolutamente sin violencia. De hecho, la debilidad en asegurar logística de armas y equipamientos causó que ambos bandos evitaran cuidadosamente las grandes batallas entre amplias masas de soldados (a diferencia de lo ocurrido en el resto de Sudamérica en batallas a gran escala como Carabobo, Boyacá, Maipú o Ayacucho), pero portugueses y brasileños sí combatieron mediante tácticas de tierra quemada, demostraciones de fuerza al tomar haciendas altamente productivas, y contramovidas de guerrillas. Ambos bandos ciertamente entraron en combate abierto varias veces, aunque sin choques bélicos de duración y amplitud comparables a las batallas de las otras Guerras de Independencia de América del Sur. La guerra nunca tuvo un carácter nacional, limitándose a conflictos menores en algunas provincias. 
Hay poca información sobre las bajas sufridas por ambos bandos, pero la lucha proporcionó a una mártir brasileña en la Madre Joana Angélica, que fue herida mortalmente con bayoneta por las tropas portuguesas que invadieron su convento en Bahía; y un ejemplo de valor femenino en Maria Quitéria de Jesus, quien disfrazada de hombre se unió al ejército imperial brasileño y logró distinciones en varios combates contra los portugueses. Inclusive la lealtad de las tropas no se basaba puramente en cuestiones de origen local o mera adhesión patriótica, pues varios oficiales militares valoraron sobre todo su lealtad personal debida al joven príncipe Pedro de Braganza o a su padre Juan VI de Portugal.
Gran Bretaña y Portugal reconocieron la independencia brasileña al firmar un tratado el 29 de agosto de 1825. Hasta entonces, los brasileños temían que Portugal continuara su ataque impidiendo con barcos de guerra el comercio exterior del recién creado Imperio de Brasil. La revancha portuguesa, no obstante, llegó de manera financiera en tanto los artículos secretos del tratado británico con Portugal requerían que Brasil asumiera el pago de 1.400.000 libras esterlinas debidas a Gran Bretaña e indemnizar al rey Juan VI de Portugal y a otros civiles portugueses por pérdidas totalizando 600.000 libras esterlinas.
Brasil también renunció a toda futura anexión de las colonias portuguesas africanas, y en un tratado colateral con Gran Bretaña, prometió terminar con el comercio de esclavos, aunque no se ofreció abolir la esclavitud dentro de Brasil. Ninguna de estas medidas fue del gusto de los terratenientes portugueses sostenedores de esclavos, que se veían privados de recibir más esclavos africanos debido a la presión británica y que debían pagar tributos a la corona imperial para abonar la crecida deuda contraída con los portugueses.
España, inmersa en las guerras de independencia hispanoamericanas reconocería la independencia del Brasil en 1834, una vez producida la muerte de Fernando VII. El primer país del mundo que ha reconocido la independencia brasileña ha sido Provincias Unidas del Río de la Plata (la actual Argentina) el 25 de junio de 1823.